# Plateosauria
A Plateosauria a sauropodomorpha dinoszauruszok egyik kládja, amely a késő triász és a kora jura korok között élt. A Plateosauria nevet Gustav Tornier alkotta meg 1913-ban. A nevet hosszú ideig nem használták, de az 1980-as években az őslénykutatók új generációja ismét használatba vette.
A Plateosauriát először Paul Sereno definiálta csomópont-alapú kládként 1998-ban, ide sorolva a Massospondylust, a Plateosaurust, a legújabb keletű közös ősüket és annak valamennyi leszármazottját.
Peter Galton és Paul Upchurch (2004-ben) a Plateosauriát a Prosauropoda csoporthoz kapcsolta. A kládon belül helyezték el a Plateosauridae családot, amelybe a jól ismert Plateosaurus tartozik. Galton és Upchurch szintén ide sorolta be a Coloradisaurus, az Euskelosaurus, a Lufengosaurus, a Jingshanosaurus, a Massospondylus, a Mussaurus, a Sellosaurus és a Yunnanosaurus nemeket. Egyes őslénykutatók a Massospondylust és legközelebbi rokonait egy külön család, a Massospondylidae tagjaiként helyezik el.  bazális sauropodomorphák rendszertana jelenleg is változóban van.

## Fordítás
- Ez a szócikk részben vagy egészben a Plateosauria című angol Wikipédia-szócikk ezen változatának fordításán alapul.  Az eredeti cikk szerkesztőit annak laptörténete sorolja fel. Ez a jelzés csupán a megfogalmazás eredetét és a szerzői jogokat jelzi, nem szolgál a cikkben szereplő információk forrásmegjelöléseként.